# Švajcarnica
Švajcarnica es una localidad de Croacia situada en el municipio de Darda, en el condado de Osijek-Baranya. Según el censo de 2021, tiene una población de 128 habitantes.

## Demografía
| Gráfica de población de Švajcarnica 1857-2021                       |
|                                                                     |
| Según los censos de población de la Oficina de Estadísticas Croata. |